# Filtre passiu
El filtre passiu és un filtre electrònic format només per elements passius, és a dir: resistències, condensadors i bobines.
En els sistemes de comunicacions fan servir filtres per deixar passar només les freqüències que conten la informació desitjada, i eliminar les restants. És a dir, s'usen per aprofitar les freqüències que necessitem per a un determinat sistema i per eliminar qualsevol tipus d'interferència o soroll.
Els avantatges dels filtres passiu respecte als filtres actius són:
- Les derives (canvis provocats per efectes ambientals) afecten menys filtres passius.
- No necessiten alimentació.
- Poden processar magnituds de senyals majors que els filtres actius amb distorsions acceptables (fins a centenars de volts).
- En els filtres actius, les resistències produeixen soroll tèrmic.
- Són una garantia d'estabilitat.
- Costos reduïts.

Els filtres passius són utilitzats en altaveus, ja sigui per controlar tensions i corrents que hi entren com pel filtratge de freqüències; filtres de distribució de potència (on treballen amb alts corrents i tensions; fonts d'alimentació, entre d'altres.

## Tipus de filtres
- Filtre passabanda: És aquell que permet el pas de les components freqüencials contingudes en un determinat rang de freqüències, entre una freqüència de tall superior (FH) i una d'inferior (FL).
- Filtre de banda eliminada: És el que dificulta el pas de les components freqüencials contingudes en un rang determinat de freqüències entre una freqüència de tall superior i una altra d'inferior.
- Filtre passaalt: Un filtre passa-alt és un circuit format per una resistència i un condensador connectats en sèrie de manera que aquest permet només el pas de freqüències per sobre d'una freqüència en particular anomenada freqüència de tall (Fc) i atenua les freqüències per sota d'aquesta freqüència. Aquests filtres RC no són perfectes per la qual cosa es fa l'anàlisi en el cas ideal i el cas real. El filtre passa-alt ideal és un circuit que permet el pas de les freqüències per sobre de la freqüència de tall (Fc) i elimina les que siguin inferiors a aquesta. Òbviament això en l'actualitat no és possible.
- Filtre passabaix: Un filtre passa-baix correspon a un filtre caracteritzat per permetre el pas de les freqüències més baixes i atenuar les freqüències més altes. El filtre requereix dos terminals d'entrada i dos de sortida, d'una caixa negra, també anomenada quadripol o biport, així totes les freqüències es poden presentar a l'entrada, però a la sortida només estaran presents les que permeti passar el filtre (aplicant-hi així l'efecte del filtre). De la teoria s'obté que els filtres estan caracteritzats per les seves funcions de transferència, així qualsevol configuració d'elements actius o passius que aconsegueixin certa funció de transferència seran considerats un filtre de cert tipus.
- Filtre passatot: deixa passar totes les freqüències.